# Lac Zengena
Le lac Zengena est un lac de cratère localisé dans la zone Agew Awi de la région Amhara en Éthiopie. 

## Géographie
Le lac est situé entre les villes d'Enjebara et de Kessa, à seulement 200 m de l'autoroute Addis-Abeba - Bahir Dar, à une altitude de 2 500 m. Le diamètre du lac est d'environ 1 km.